# Стерджен (Міссурі)
Стерджен (англ. Sturgeon) — місто (англ. city) в США, в окрузі Бун штату Міссурі. Населення — 907 осіб (2020).

## Географія
Стерджен розташований за координатами 39°14′4″ пн. ш. 92°16′57″ зх. д. / 39.23444° пн. ш. 92.28250° зх. д. (39.234407, -92.282484).  За даними Бюро перепису населення США в 2010 році місто мало площу 2,02 км², уся площа — суходіл.

## Демографія
Згідно з переписом 2010 року, у місті мешкали 872 особи в 361 домогосподарстві у складі 244 родин. Густота населення становила 432 особи/км².  Було 401 помешкання (198/км²).
Расовий склад населення:
| - 96,8 % — білих - 0,7 % — корінних американців - 0,6 % — азіатів - 0,5 % — чорних або афроамериканців |

До двох чи більше рас належало 0,9 %. Частка іспаномовних становила 1,0 % від усіх жителів.
За віковим діапазоном населення розподілялося таким чином: 23,4 % — особи молодші 18 років, 60,8 % — особи у віці 18—64 років, 15,8 % — особи у віці 65 років та старші. Медіана віку мешканця становила 39,7 року. На 100 осіб жіночої статі у місті припадало 83,2 чоловіків;  на 100 жінок у віці від 18 років та старших — 83,5 чоловіків також старших 18 років.
Середній дохід на одне домашнє господарство  становив 49 545 доларів США (медіана — 41 196), а середній дохід на одну сім'ю — 57 385 доларів (медіана — 48 309). Медіана доходів становила 38 047 доларів для чоловіків та 33 125 доларів для жінок. За межею бідності перебувало 8,6 % осіб, у тому числі 7,6 % дітей у віці до 18 років та 7,6 % осіб у віці 65 років та старших.
Цивільне працевлаштоване населення становило 338 осіб. Основні галузі зайнятості: освіта, охорона здоров'я та соціальна допомога — 26,6 %, роздрібна торгівля — 13,3 %, публічна адміністрація — 10,9 %, будівництво — 10,4 %.